# Effet Armstrong (électrostatique)

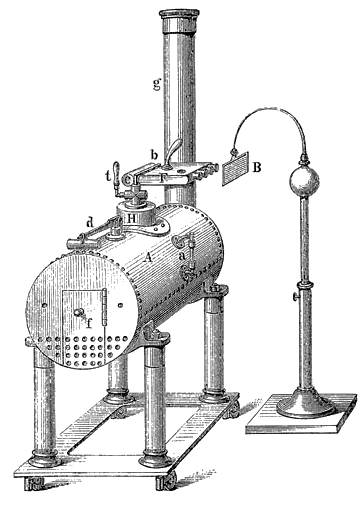
Machine hydroélectrique d'Armstrong.

L'effet Armstrong est un processus physique au cours duquel le frottement d'un fluide produit de l'électricité statique. Il a été découvert pour la première fois en 1840, lorsqu'une étincelle électrique a été produite par des gouttelettes d'eau transportées par la vapeur qui s'échappait d'une chaudière. L'effet porte le nom de William Armstrong, qui devint plus tard le « 1er baron Armstrong ». Il était l'une des nombreuses personnes impliquées dans la découverte de cet effet et de l'étude des processus impliqués. En utilisant ce principe, Armstrong a par la suite inventé ce qu'il appelait la « machine hydroélectrique », qui, malgré son nom, produisait de l'électricité statique et non de l'énergie hydroélectrique.

## Découverte
À Seghill, près de Newcastle upon Tyne dans le nord de l'Angleterre, le chemin de fer de la mine de charbon de Cramlingham disposait d'une machine d'extraction de 28 chevaux (21 kW) pour tirer les wagons de charbon. En septembre 1840, Patterson, le conducteur de la machine, remarqua une légère fuite de vapeur à côté de la soupape de sécurité. Craignant que la pression de la chaudière ne soit trop élevée, il tendit la main à travers le nuage de vapeur pour ouvrir la soupape, et il sentit un picotement dans ses doigts au contact de la vapeur. À cause de la vapeur, il était incapable de voir clairement ce qui se passait, alors il a d'abord pensé qu'il s'était cogné les doigts. Cependant, au cours des jours suivants, il fit d'autres expériences simples et en a finalement parlé à ses collègues, dont certains avaient subi le même phénomène. Patterson a alors découvert qu'en déplaçant lentement son doigt vers la valve, il pouvait voir une étincelle se produire. La nouvelle s'est répandue de bouche à oreille, et une théorie commença à circuler : la chaudière risquait d'exploser parce que le feu à l'extérieur de la chaudière parvenait à pénétrer d'une manière ou d'une autre à l'intérieur. Le constructeur du moteur a alors établi qu'il n'y avait aucun risque, mais il en a parlé à deux de ses associés, Hugh Pattinson et Henry Smith. Ces derniers ont alors découvert que l'effet était amplifié lorsque l'on plaçait une pelle en métal dans la vapeur et la pointe d'une lame de canif près de la soupape, produisant des étincelles qui pouvaient faire 10 mm.
Armstrong, qui à l'époque était avocat et s'intéressait à la science et à l'ingénierie, se mit à étudier le problème et écrivit à Michael Faraday à propos de l'expérience faite par Patterson : « il fut très surpris par l'apparition d'une étincelle brillante, qui passait entre le levier et sa main, et était accompagné d'une violente secousse dans son bras, totalement différente de tout ce qu'il avait connu auparavant,. » Faraday a ensuite répondu, disant qu'il ne pouvait pas être certain si l'effet était dû à l'évaporation ou s'il avait une cause chimique, et suggéra d'autres expériences qui pourraient être réalisées. Faraday publia ces lettres, ainsi qu'une de Pattinson, dans le London and Edinburgh Philosophical Magazine. Une longue correspondance s'ensuivit. En novembre 1840, Armstrong réussit à créer des étincelles de 50 mm et détermina que les étincelles étaient créées à l'endroit où la vapeur était libérée dans l'atmosphère et n'était pas produite plus loin à l'intérieur de la chaudière. Pendant ce temps, Pattinson avait créé des étincelles de 100 mm, mais il a ensuite abandonné les investigations. On s'est alors rendu compte que l'effet avait en fait déjà été observé beaucoup plus tôt par Alessandro Volta qui avait rapporté qu'une cendre chauffée au rouge produisait une perturbation électrique lorsqu'elle était jetée dans une casserole métallique remplie d'eau.

## Développement de la technique et machine hydroélectrique d'Armstrong
Armstrong poursuivit son travail jusqu'en 1842, découvrant un effet similaire avec de l'air comprimé plutôt qu'avec de la vapeur d'eau, et construisant un « appareil à évaporation » avec une buse à friction spécialement conçue. Cette machine était capable de produire des étincelles de 300 mm. La charge électrique déposée sur la vapeur était positive, bien que Faraday ait découvert que l'ajout d'essence de térébenthine à l'eau permettait de produire une polarité négative. En 1843, Armstrong concevait un générateur électrostatique à grande échelle posés sur des pieds électriquement isolants. Il appela ces machines, dotées de 46 jets de vapeur, ses « génératrices hydroélectriques ». L'une a été installée à la Royal Polytechnic Institution de Londres et une autre a été exporté aux États-Unis. C'étaient des machines redoutables, faisant un bruit assourdissant, et leurs étincelles de 560 mm ont assommé un chien qui s'était approché trop près et ont également causé la mort d'un homme. À l'époque, c'était le moyen le plus puissant pour générer de l'électricité statique et il se distinguait par l'absence de pièces mobiles. Lors d'une manifestation au Lit and Phil de Newcastle, la foule était si nombreuse qu'Armstrong n'avait pas pu entrer par la porte et avait dû grimper par une fenêtre, ce qui nécessita deux échelles,. À la suite de ses efforts, et sur la recommandation de Faraday et de Charles Wheatstone, Armstrong fut élu membre de la Royal Society en 1846. Poursuivant ses intérêts scientifiques et en ingénierie, il est devenu un industriel important en génie hydraulique, en artillerie militaire et en production d'électricité.

## Applications pratiques
À 82 ans, Armstrong avait retrouvé tout son intérêt pour l'électrostatique. À cette époque, la machine de Wimshurst avait été inventée et Armstrong confirmait qu'il s'agissait d'un concept meilleur pour créer de l'électricité statique pour ses expériences. La principale application pratique de la machine hydroélectrique d'Armstrong avait été de produire des spectacles pour attirer les foules. Cependant, à une époque plus récente, l'effet Armstrong a été mis à profit dans certains aérosols de peinture pour polariser la peinture, ce qui lui permettait de mieux coller dans les angles, réduisant ainsi la quantité de peinture nécessaire. D'un autre côté, l'effet Armstrong a eu des conséquences plus dommageables, en partie parce qu'il était obscur et peu connu. En 1969, trois pétroliers ont été endommagés par des explosions dans leurs réservoirs alors qu'on était en train de les nettoyer à l'aide de jets d'eau à haute pression,. À une échelle plus petite, une fuite d'un aérosol est capable d'enflammer les gaz qui s'en échappent s'ils sont inflammables.